# Tmarus makiharai
Tmarus makiharai är en spindelart som beskrevs av Ono 1988. Tmarus makiharai ingår i släktet Tmarus och familjen krabbspindlar. Inga underarter finns listade i Catalogue of Life.